# 妊娠高血圧症候群
妊娠高血圧症候群（にんしんこうけつあつしょうこうぐん、英語: Hypertensive Disorders of Pregnancy; HDP）とは、主として妊娠後期に見られる高血圧と蛋白尿を主とする一連の疾患群の総称である。

## 名称
旧来より「妊娠中毒症」と呼ばれてきたが、2005年に日本産科婦人科学会により「妊娠高血圧症候群」と名称の変更がなされた。
改名の大きな理由としては、病態が明らかにされてきたことがあり、「中毒症」という「原因毒」が存在するわけではないということが大きいとされている。

## 病態
子宮動脈が何らかの要因によって収縮し、それによる昇圧物質が母体に分泌されることで高血圧が生じ一連の症状、所見を呈してくるという学説が広く受け入れられているが、はっきりとした証拠に基づいた定説は現段階では存在しない。

## 定義・分類
妊娠週数に関わらず高血圧が認められたもの。2018年に定義・分類が国際基準に則ったものへ変更された。「妊娠20週から分娩後12週までの高血圧、または高血圧に蛋白尿、全身の臓器障害、子宮胎盤不全のいずれかを伴うもの」を妊娠週数に関わらず高血圧が認められたものとなった。

### 時期による分類
妊娠34週未満に発症するものを早発型（EO, early onset type）、妊娠34週以後に発症するものを遅発型（LO, late onset type）という。以前は発症時期による分類を妊娠32週で区切っていたが、2018年からは34週となった。
早発型では胎盤形成不全が主な発症原因とされ、胎児発育不全が生じやすいとされている。遅発型は母体の危険因子による発症が主であるとされ、胎児の発育は障害されていないか、軽度であることが多い。

### 病型分類
収縮期血圧が140 mmHg以上（重症では160 mmHg以上）、あるいは拡張期血圧が90 mmHg以上（重症では110 mmHg以上）になった場合、高血圧が発症したとする。

#### 妊娠高血圧症（GH：gestational hypertension）
妊娠20週以降に高血圧のみ発症し、分娩後12週までに正常に回復するもの。かつ、妊娠高血圧腎症の定義に当てはまらないもの。

#### 妊娠高血圧腎症（PE：preeclampsia)
妊娠20週以降に高血圧を発症し、以下のいずれかの場合に当てはまるもの。
- 蛋白尿を伴うが分娩後12週までに正常に回復する場合。
- 蛋白尿を認めなくても、①基礎疾患のない肝機能障害②進行性の腎障害③脳卒中・神経障害④血液凝固障害のいずれかを認め、分娩後12週までに正常に回復する場合。
- 蛋白尿を認めなくても子宮胎盤機能不全を伴う場合。

母体の臓器障害又は子宮胎盤機能不全を認める場合、重症として定義される。

#### 加重型妊娠高血圧腎症
高血圧が妊娠前や妊娠20週までに存在し、妊娠20週以降に蛋白尿、もしくは基礎疾患のない肝腎機能障害、脳卒中、神経障害、血液凝固障害のいずれかを伴う場合。高血圧と蛋白尿が妊娠前あるいは妊娠20週までに存在し、妊娠20週以降にいずれかまたは両症状が増悪する場合。蛋白尿のみを呈する腎疾患が妊娠前あるいは妊娠20週までに存在し、妊娠20週以降に高血圧が発症する場合。
母体の臓器障害又は子宮胎盤機能不全を認める場合、重症として定義される。

#### 高血圧合併妊娠
高血圧が妊娠前あるいは妊娠20週までに存在し、加重型妊娠高血圧腎症を発症していない場合。

## 臨床像

### リスク因子
初産婦、高齢・若年妊婦、甲状腺機能亢進症、甲状腺機能低下症、SLE、肥満、多胎、糖代謝異常、易血栓形成性、慢性腎炎、膠原病、本態性高血圧など。

### 病態
本症の病態は不明点が多い。母体、胎児それぞれの因子が様々な程度で複雑に絡まり合っている。母体の組織や細胞が障害されることなどにより、血管の攣縮、血管透過性の亢進、血液凝固能の亢進が起こる。血管の攣縮によって腎血流が低下すれば、高血圧、蛋白尿、浮腫をおこし、脳血管が攣縮すれば子癇を起こし、肝血管が攣縮すればHELLP症候群を生ずる。胎盤血流が低下すれば、胎児発育不全や羊水過小、胎児機能不全、常位胎盤早期剥離を引き起こすこととなる。血管透過性の亢進により浮腫が生じて肺水腫を引き起こしたり、循環血流量の低下に伴い腎血流量の低下が起こり、腎機能障害や蛋白尿を引き起こす。血液凝固能の亢進によりDICの発症リスクが高まる。

## 治療
発症予防のために食事療法を行う。
多くの降圧薬が妊婦では禁忌とされているため、通常の高血圧ではほとんど使用されていない塩酸ヒドララジン、α-メチルドパ等の内服ないし点滴静注による降圧療法が主とされてきた。最近ではCa拮抗薬の有用性が少しずつ認められるようになってきており、欧米諸国のガイドラインでも使用を認めている。日本では多くのCa拮抗薬が妊娠中は禁忌とされているため、実際の医療現場では治療に混乱が見られ、解決されていない問題となっている。しかしながら、2022年12月にようやく、頻用されているCa拮抗薬、アムロジピンとニフェジピンの妊婦への禁忌指定が解除された。それ以前からニカルジピンの注射薬は使用可能であったので、治療薬の選択肢が増えつつある。